# Wewit
Wewit is een bestuurslaag in het regentschap Flores Timur van de provincie Oost-Nusa Tenggara, Indonesië. Wewit telt 972 inwoners (volkstelling 2010).